# 호패

조선시대 호패, 윤선응(尹善應).

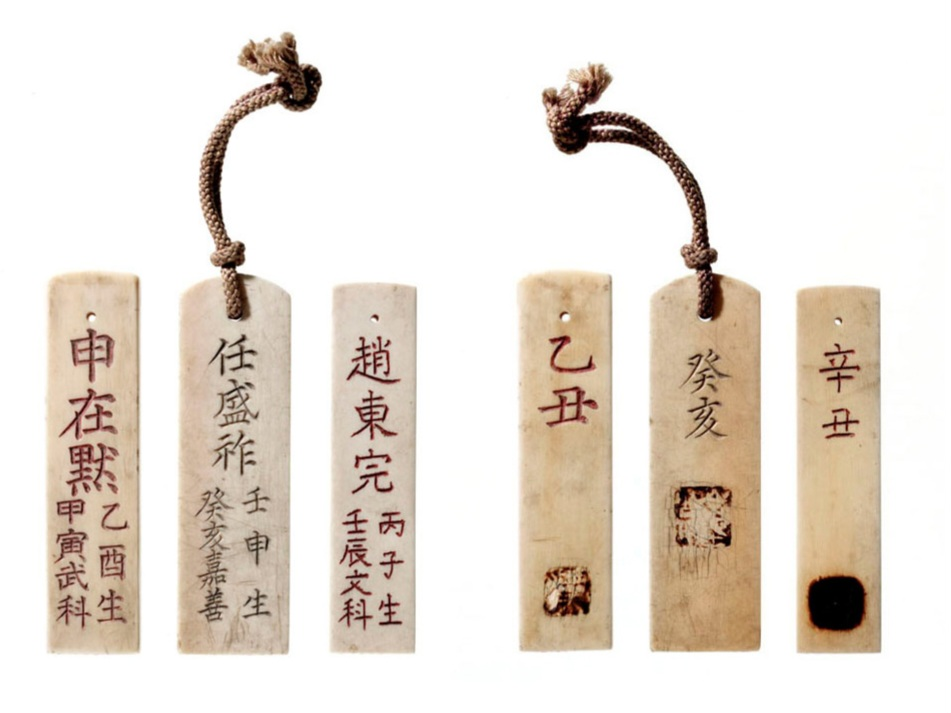
조선 후기에 만들어진 호패 여섯 점

호패(號牌, 戶牌)는 전통 봉건시대에 신분증 구실을 하는 작은 패(牌)로 16세 이상의 남자가 차고 다녔다. 고려와 조선에서 이 제도를 시행하였으며, 신분 계층별로 재질과 기재 내용에 차등을 두었다. 사망 시에는 국가에 호패를 반납하였다.
한편 양인 남성에게는 종이로 된 지패(紙牌)를 발급하기도 했다.

## 연원
현재의 신분증명서와 같은 것으로 그 기원은 원나라에서 시작되어 한국은 1354년(고려 공민왕 3)에 이 제도를 모방, 수·육군정(水陸軍丁)에 한하여 실시하였으나 잘 시행이 되지 않고 조선시대에 와서 비로소 그 사용범위가 확대되어 전국적으로 호적법(戶籍法)이 보조 역할로 시행되었다.
그 목적은
1. 호구(戶口)를 명백히 하여 민정(民丁)의 수를 파악하고
2. 직업·계급을 분명히 하여
3. 신분을 증명하기 위한 것

이었으나 가장 중점을 둔 것은 군역(軍役)·요역(요役)의 기준을 밝혀 백성의 유동과 호적편성상의 누락·허위를 방지하고자 하는 데 있었다.

## 조선의 호패법
조선은 1413년(태종 13)부터 2년간, 2차는 1459년(세조 5)부터 1470년(성종 1) 12월까지, 제3차는 1610년(광해군 2) 10월부터 1612년(광해군 4) 7월까지이며, 제4차는 1626년(인조 4) 3월부터 이듬해 1월까지 제5차는 1675년(숙종 1) 11월 이후가 그것이다.
이 같이 호패의 사용이 여러 번 중단된 것은 백성들이 호패를 받기만 하면 곧 호적과 군적에 올려지고 동시에 군정(軍丁)으로 뽑히거나 그 외의 국역(國役)을 져야 했으므로 되도록 이를 피하고자 한 까닭에 실질적으로 효과가 없었다 이를 계기로 일반 백성들은 국역과 군역을 피하기 위해 양반의 노비로 들어가는 경향이 늘고 호패의 위조·교환 등 불법을 행하는 일이 증가하여 국가적 혼란이 격심하였다.
이리하여 조정에서는 강력한 조치를 취하여 호패의 위조자는 극형, 호패를 차지 않는 자는 엄벌에 처하는 등의 법을 마련하는 한편 세조 때는 호패청을 두어 사무를 전담케 하였으며, 숙종 때에는 호패 대신 종이로 지패(紙牌)를 만들어 간직하기 쉽고 위조를 방지하는 등의 편리한 방법을 취하기도 하였다. 그러나 이와 같은 정책에도 불구하고 실제로는 별로 효과를 얻지 못하고 사회적 물의를 일으킨 데 불과하였다.
《세종실록》에 따르면, 호패를 받은 사람은 전체 인구의 1~2할뿐이라고 기록되어 있다.
호패는 왕실·조관(朝官)으로부터 서민(庶民)·공사천(公私賤)에 이르기까지 16세 이상의 모든 남자가 사용하였는데 그 재료와 기재 내용은 신분에 따라 구별되었다.
태종 때의 규정에 따르면, 그 모양은 길이 3치(寸) 7푼(分), 폭 1치 3푼, 두께 2푼으로 2품 이상은 관직·성명, 3품 이하의 조관·성중관(成衆官)·유음자제(有蔭子弟)는 관직·성명·거주지, 서인은 그 외에 얼굴빛·수염의 유무를 기재하고 5품 이하의 군관(軍官)은 소속부대·신장, 잡색인(雜色人)은 직역(職役)과 소속, 노비는 주인·연령·거주지·얼굴빛·신장·수염의 유무를 덧붙여 기록하였다.
호패는 서울은 한성부(漢城府), 지방은 관찰사(觀察使) 및 수령(守令)이 관할하고, 이정(里正)·통수(統首)·관령(管領)·감고(監考) 등이 실제사무를 담당하였는데 그 지급방법은 각자가 호패에 기재할 사항을 단자(單子)로 만들어 제출하면 2품 이상과 삼사(三司)의 관원에 한하여 관청에서 만들어 지급하며 기타는 각자가 만들어 관청에서 단자와 대조한 후에 낙인(烙印)하여 지급하였다.
《속대전》의 규정에 따르면, 호패를 차지 않는 자는 제서유위율(制書有違律)을 적용하고, 이를 빌려 준 자는 장(杖) 1백에 3년간 도형(徒刑)에 처하도록 하였으며 본인이 죽었을 경우에는 관가에 호패를 반납하였다.
| 신분별 호패의 종류  | 신분별 호패의 종류         | 신분별 호패의 종류       | 신분별 호패의 종류         | 신분별 호패의 종류 | 신분별 호패의 종류 |
| ------------------- | -------------------------- | ------------------------ | -------------------------- | ------------------ | ------------------ |
| 《태종실록》의 규정 | 2품 이상                   | 4품 이상                 | 5품 이상                   | 7품 이하           | 서인 이하          |
| 《태종실록》의 규정 | 상아(象牙) 또는 녹각(鹿角) | 녹각 또는 황양목(黃楊木) | 황양목 또는 자작목(資作木) | 자작목             | 잡목(雜木)         |
| 《속대전》의 규정   | 2품 이상                   | 3품 이하·잡과 합격자     | 생원 · 진사                | 잡직·서인·서리     | 공사천(公私賤)     |
| 《속대전》의 규정   | 아패(牙牌)                 | 각패(角牌)               | 황양목패(黃楊木牌)         | 소목방패(小木方牌) | 대목방패(大木方牌) |

## 같이 보기
- 황자후
- 조선의 신분제도